# Chamabainia
Chamabainia là chi thực vật có hoa trong họ Tầm ma.

## Các loài
Chi này gồm các loài:
- Chamabainia cuspidata
- Chamabainia morii
- Chamabainia squamigera